# República Soviética do Térek
A República Soviética do Térek (em russo: Терская Советская Республика) (Terskaya Sovetskaya Respublika)  foi uma república de curta duração (março de 1918 — fevereiro de 1919) criada dentro da República Socialista Federativa Soviética Russa, no território do oblast do Térek. Sua capital era Pyatigorsk e, posteriormente, Vladikavkaz. Depois de julho de 1918 passou a fazer parte da República Soviética do Cáucaso do Norte.